# Expedition 20
L'Expedition 20 è il ventesimo equipaggio della Stazione spaziale internazionale. La Sojuz TMA-15 lanciata dal Cosmodromo di Bajkonur alle 10:34 UTC del 27 maggio 2009. La navetta si è agganciata alla stazione nel 29 maggio 2009, ufficialmente per cambiare l'equipaggio dalla Expedition 19 all'Expedition 20.
L'Expedition 20 ha visto per la prima volta un equipaggio di sei membri a vivere nella stazione. Per completare l'equipaggio di sei membri ci sono voluti due diversi voli Sojuz-TMA (ogni Sojuz-TMA può avere a bordo solo tre persone): Sojuz TMA-14 che ha portato l'equipaggio dell'Expedition 19 il 26 marzo 2009, e la Sojuz TMA-15 il 27 maggio 2009.
Gennadij Padalka è il primo comandante della stazione con i sei membri di equipaggio, e il primo comandante di due expedition consecutive (Expedition 19 e 20). Nicole Stott è l'ultimo astronauta che ha raggiunto la stazione con la missione STS-128.
Koichi Wakata ha effettuato un esperimento che ha previsto che lui non si cambiasse le sue mutande per poter sperimentare della nuova biancheria intima appositamente disegnata. Pur avendola portata per un mese senza lavarla o cambiarla non ha sviluppato cattivi odori.

## Equipaggio
| Ruolo               | Maggio – Luglio 2009                   | Luglio – Agosto 2009                   | Agosto – Ottobre 2009                  |
| ------------------- | -------------------------------------- | -------------------------------------- | -------------------------------------- |
| Comandante          | Gennadij Padalka, Roscosmos Terzo volo | Gennadij Padalka, Roscosmos Terzo volo | Gennadij Padalka, Roscosmos Terzo volo |
| Ingegnere di volo 1 | Michael Barratt, NASA Primo volo       | Michael Barratt, NASA Primo volo       | Michael Barratt, NASA Primo volo       |
| Ingegnere di volo 2 | Koichi Wakata, JAXA Terzo volo         | Timothy Kopra, NASA Primo volo         | Nicole Stott, NASA Primo volo          |
| Ingegnere di volo 3 | Roman Romanenko, Roscosmos Primo volo  | Roman Romanenko, Roscosmos Primo volo  | Roman Romanenko, Roscosmos Primo volo  |
| Ingegnere di volo 4 | Frank De Winne, ESA Secondo volo       | Frank De Winne, ESA Secondo volo       | Frank De Winne, ESA Secondo volo       |
| Ingegnere di volo 5 | Robert Thirsk, CSA Secondo volo        | Robert Thirsk, CSA Secondo volo        | Robert Thirsk, CSA Secondo volo        |

## Equipaggio di riserva
- Jeffrey Williams - Comandante
- Maksim Viktorovič Suraev
- Timothy Creamer
- Catherine Coleman
- Chris Hadfield
- Dmitri Kondratyev
- André Kuipers

## Attività extraveicolari
| Missione              | Astronauta | Inizio (UTC)        | Fine (UTC)          | Durata            |
| --------------------- | --- | ------------------- | ------------------- | ----------------- |
| Expedition 20 EVA 1 ‡ | Gennadij Padalka Michael Barratt | 5 giugno 2009 7:52  | 5 giugno 2009 12:46 | 4 ore e 54 minuti |
| Expedition 20 EVA 1 ‡ | Preparazione per il trasferimento del modulo di servizio Zvezda in vista dell'arrivo del modulo Poisk (precedentemente noto come Mini-Research Module 2), installazione di un'antenna per il modulo, fotografata un'antenna per una valutazione a terra, fotografato la gru Strela-2.                                |                     |                     |                   |
| Expedition 20 EVA 2   | Gennadij Padalka Michael Barratt | 10 giugno 2009 6:55 | 10 giugno 2009 7:07 | 12 minuti         |
| Expedition 20 EVA 2   | Passeggiata all'interno del modulo Zvezda depressurizzato per sostituire uno dei boccaporti con un cono di attracco, in preparazione dell'arrivo del modulo Poisk. Il Poisk, che verrà lanciato successivamente a queste attività preparatorie, ha la funzione di porta di attracco supplementare per i moduli russi |                     |                     |                   |

‡ indica le passeggiate effettuate uscendo dal modulo russo Pirs con le tute russe Orlan.
Il 3 luglio 2009 i membri della spedizione hanno sganciato il veicolo Sojuz TMA-14 dalla porta di poppa del modulo di servizio Zvezda e pilotato fino al modulo di attracco Pirs; tutto ciò in modo da liberare la via per l'arrivo della navetta per i rifornimenti Progress.